# 吞嚥障礙
吞嚥障礙（dysphagia）是描述在吞嚥時出現困難的医学术语，虽然歸類在国际疾病分类-10症狀與癥候的次分類下 ，此术语有时會單獨使用， 有些有吞咽障礙的人並不知道自己有此困難。

## 症狀與癥候
某些患者對於他們吞嚥困难的覺知是有限的，因此缺乏這些症状并不能排除潜在疾病的存在。當沒有診斷或治療吞咽障礙時，患者存在極高的肺部吸入风险，也就是因食物或液体走错方向進入肺部所導致的吸入性肺炎。有些人呈現靜默性吸入的現象，也就是在食物掉入氣管時，並未咳嗽或呈現任何外顯的徵兆，未確診的吞嚥障礙也可能导致脱水、营养不良和肾功能衰竭。
一些口咽部吞嚥困難的症狀及癥候，包括難以在口中控制口水及食物、難以起始吞嚥、咳嗽、嗆到、經常性的肺炎、不明原因的體重減輕、鼻腔逆流、吞嚥後說話有水聲，以及患者抱怨有吞嚥困難等。
食道期吞嚥障礙最常见的症状是无法吞下的固体食物，患者将其描述為在通過胃前感覺卡卡的。吞嚥時的疼痛是癌症的一种独特征兆，尽管仍有许多其他與癌症無關的原因會造成此疼痛。

## 诊断方法
诊断吞嚥障礙的黃金準則是透過改良式鋇劑吞嚥檢查法（modified barium swallow）或電視螢光攝影(videofluoroscopy)，这是一種透過側面向或後前向的X光影像，就患者的解剖生理，提供治療師食團如何傳遞、最安全的食團質地(包括花蜜狀、蜜糖狀、布丁狀及一般質地)，以及可能的姿勢擺位或吞嚥手法，以促進最佳吞嚥功能的客觀方法。 

## 治疗方法
治疗吞咽障礙的方法取決於患者吞嚥障礙的类型和严重程度，對於口腔和咽部吞嚥困難，治疗方法通常侧重于吞咽治疗，包括口腔運動和饮食的改变。而食道期的吞嚥障礙主要透過外科手术或药物治療。管灌也是用於治疗吞咽障礙的另一種選擇，包括鼻胃管或胃造瘻。對於嚴重吞嚥障礙的患者，鼻胃管可將养管經由鼻子傳送到胃，而胃造瘻則是把养管直接經由胃送到腹部。